# ايه او سميث
شركة ايه او سميث هي شركة تصنيع أمريكية لسخانات المياه والغلايات السكنية والتجارية، وهي أكبر شركة مصنعة ومسوقة لسخانات المياه في أمريكا الشمالية. كما أنها توفر منتجات معالجة المياه وتنقية المياه في السوق الآسيوية. وتمتلك الشركة 27 موقعًا حول العالم، بما في ذلك خمس منشآت تصنيع في أمريكا الشمالية، بالإضافة إلى مصانع في بنغالورو في الهند، ونانجينغ في الصين، وفيلدهوفن في هولندا.
في الماضي، كان لدى ايه او سميث العديد من خطوط الإنتاج الأخرى. ومن بينها، كانت أكبر شركة لتصنيع القنابل في الولايات المتحدة بحلول نهاية الحرب العالمية الأولى . احتل سميث المرتبة 74 بين الشركات الأمريكية من حيث قيمة عقود الإنتاج العسكري في الحرب العالمية الثانية.

## تاريخ
تأسست الشركة المعروفة اليوم باسم ايه او سميث في عام 1874 على يد تشارلز جيريميا سميث باسم CJ سميث وأولاده ، وهي شركة مصنعة لعربات الأطفال وقطع غيار الدراجات. وبدأوا في تشكيل أنابيب فولاذية من الصفائح المعدنية لصنع إطارات الدراجات . وبحلول عام 1895، أصبحت الشركة أكبر شركة مصنعة لقطع غيار الدراجات. في عام 1899، قام آرثر أوليفر سميث ، وهو ابن المؤسس، بتطوير أول إطار مركبة من الفولاذ المضغوط في العالم وبدأوا لاحقًا في صنع الإطارات لشركة شركة بيرليس للسيارات وكاديلاك وشركة فورد للسيارات . في عام 1904، تأسست الشركة في ميلووكي، ويسكونسن، باسم شركة ايه او سميث.
في عام 1913، تولى لويد ريموند سميث المسؤولية، وفي عام 1914، قدمت الشركة عجلة سميث موتور ، وهو جهاز يعمل بالبنزين للدراجات، وفي عام 1915، بدأوا في تصنيع سميث فلاير ، والتي باعوا لاحقًا لشركة بريجز آند ستراتون في ميلووكي. وبعد مرور عام، في عام 1916، تم تأسيس شركة ايه او سميث في نيويورك، وفي عام 1917، بدأت في تصنيع أغلفة القنابل للحرب العالمية الأولى .
وفي عشرينيات القرن الماضي، طور مهندسو الشركة قضيب اللحام المطلي الذي استخدموه في التصنيع حتى عام 1965، بالإضافة إلى أول مصنع لإطارات السيارات مؤتمت بالكامل في العالم، مع إمكانية صنع إطار كل ثماني ثوان، حتى عام 1958، أول مصنع ملحوم بالقوس الكهربائي وأوعية الضغط العالي المستخدمة لتكرير النفط والتي أنتجتها الشركة حتى عام 1963، وأنابيب خطوط إمداد النفط حتى عام 1972.
في عام 1933، استخدمت الشركة عملية دمج الزجاج بالفولاذ لصنع خزان جعة كبير مبطن بالزجاج مكون من قطعة واحدة. وعلى مدار الـ 32 عامًا التالية، صنعوا أكثر من 11000 خزانًا مبطنًا بالزجاج. وفي عام 1936، حصلت الشركة على براءة اختراع لسخان المياه المبطن بالزجاج. وبعد ثلاث سنوات، بدأوا في إنتاج سخانات المياه السكنية بكميات كبيرة، لكنهم حولوا كل الإنتاج إلى الاستخدام في زمن الحرب خلال الحرب العالمية الثانية .
في عام 1940، استحوذت الشركة على شركة سوير إلكتريك في لوس أنجلوس، كاليفورنيا، وهي شركة مصنعة للمحركات الكهربائية. في عام 1942، بدأت مرة أخرى في إنتاج أغلفة القنابل، وكذلك مراوح الطائرات ، والهياكل السفلية ، والطوربيدات ، وقوارير الهواء. وبحلول عام 1945، كانت الشركة قد صنعت 4.5 مليون قنبلة، و16,750 مجموعة من معدات الهبوط، و46,700 ريشة مروحية. كما قاموا ببناء إطارات مقدمة للقاذفة B-25 ، وسخانات المياه، وإطارات سيارات الجيب، ومكونات لمشروع القنبلة الذرية. وفي عام 1946، قاموا ببناء محطة لتسخين المياه السكنية بمساحة 400 ألف قدم مربع في كانكاكي، إلينوي . ومن هذا النبات صنعوا أيضًا سخانات مياه تحمل اسم كينمور. وفي عام 1948، دخلوا سوق سخانات المياه التجارية بعد الاستحواذ على شركة بوركاي في توليدو، أوهايو . في عام 1949، بدأت الشركة في إنتاج هارفستور ، وهي صومعة منصهرة من الزجاج بالفولاذ، تستهدف عمليات الألبان والماشية.
في الخمسينيات من القرن الماضي، استحوذت شركة ايه او سميث على شركة محركات ويرل-آ-واي في دايتون، أوهايو ، وقامت بتوحيد عمليات تصنيع المحركات الكهربائية هناك. قدم قسم المحركات لاحقًا المحرك المحكم ، وهو مكون حاسم في ضواغط تكييف الهواء والتبريد. قدم قسم سخانات المياه التابع لها أول سخان مياه تجاري مبطن بالزجاج، وهو ايه او سميث بوركاي ب-65 ، وبعد ذلك أنشأت الشركة قسمًا للألياف الزجاجية ليحل محل الفولاذ في العديد من التطبيقات. كما توسعت أيضًا في توريد أنابيب حقول النفط وأنابيب محطات الخدمة، لتصبح في نهاية المطاف منتجات سميث للألياف الزجاجية في عام 1986.
في أوائل الستينيات، افتتحت الشركة مصنعًا تجاريًا لسخانات المياه والغلايات في ستراتفورد، أونتاريو ، كندا. في عام 1965، اخترع قسم المحركات المظلة المغلقة، وهو محرك مكون من جزأين، وهو تصميم أدى إلى تحسين الموثوقية في محركات مضخة البركة عن طريق فصل مكونات التبديل عن ملفات المحرك . في عام 1967، تم انتخاب لويد بي سميث، أحد أفراد الجيل الرابع من عائلة سميث، رئيسًا ومديرًا تنفيذيًا للشركة. وبحلول عام 1969، كانت الشركة قد أنتجت رقم 10 ملايين من سخانات المياه السكنية، وبحلول عام 1972 توسعت إلى أوروبا. في عام 1974، تم طرح خط المحافظة على البيئة لسخانات المياه السكنية. في عام 1976، افتتح قسم السيارات مصنعًا في براي، أيرلندا ، لتوريد المحركات محكمة الإغلاق. في عام 1978، بدأت شركة ايه او سميث في تصنيع صهاريج التخزين، بدءًا من أكواستور ، وهو خزان يتم دمج الزجاج فيه مع الفولاذ.

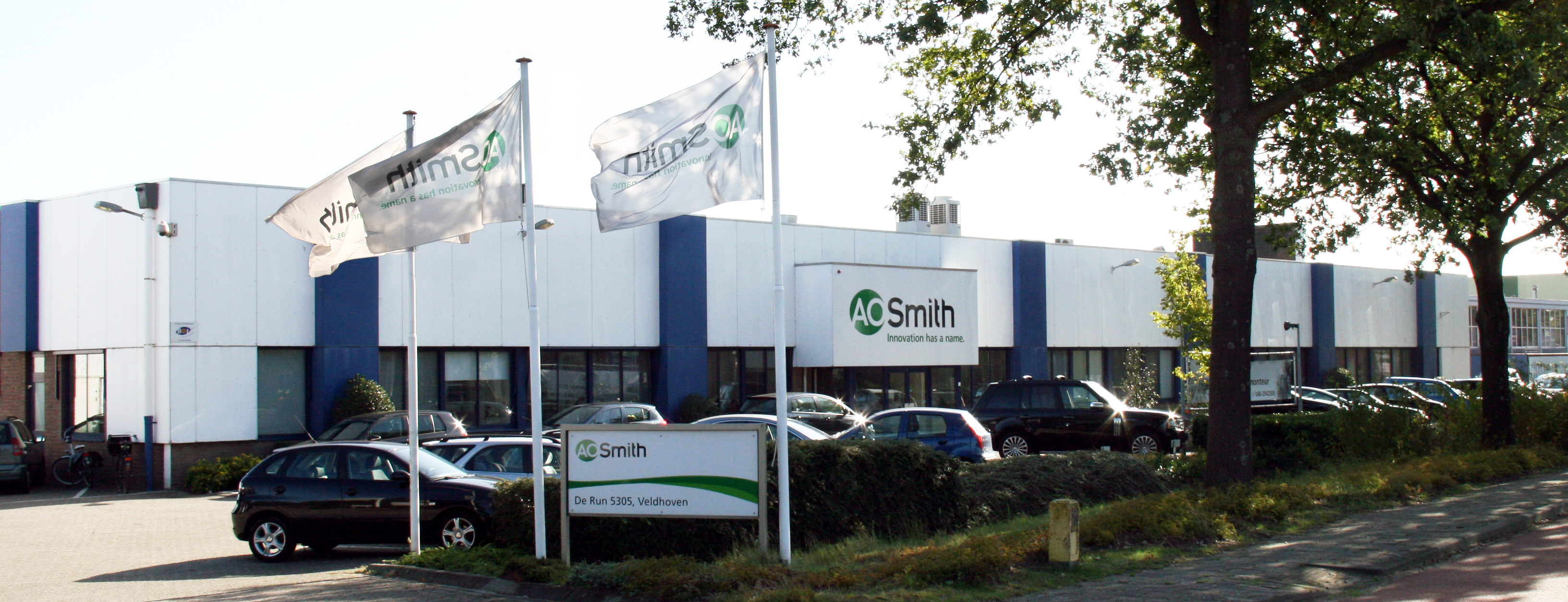
ايه او سميث في فيلدهوفن، هولندا

بحلول أوائل الثمانينيات، كانت وحدة منتجات السيارات قد صنعت أكثر من 100 مليون إطار لسيارات الركاب، و50 مليون إطار للشاحنات، في ميلووكي، وبعد فترة وجيزة افتتحت الشركة أول عمليات تجميع المحركات الكهربائية في سيوداد خواريز وسيوداد أكونيا بالمكسيك. وفي عام 1990، طورت أول نظام عزل محرك محكم متوافق مع المبردات غير المستنفدة للأوزون R-134a. وفي عام 1995، استحوذوا على بيبودي تيك تانك في بارسونز، كانساس ، مما سمح لشركة ايه او سميث بدخول سوق التخزين الجاف السائب. في نفس العام، توسعت الشركة في آسيا من خلال إبرام اتفاقيات مشاريع مشتركة متعددة: شركة سميث فايبرجلاس برودكتس وشركة هاربين للمركبات لتصنيع أنابيب الألياف الزجاجية لصناعة البترول في الصين، وشركة منتجات المياه ويوهان لسخانات المياه لصنع سخانات المياه السكنية. في عام 1996، قدم قسم منتجات المياه سخان المياه التجاري Cyclone XHE . في عام 1997، بعد 90 عامًا من العمل في صناعة السيارات، باعت ايه او سميث شركة منتجات السيارات التابعة لها إلى شركة برج الدولية . في عام 1997، استحوذوا على شركة ابكو, . ، مما جعل شركة ايه او سميث الشركة المصنعة الرائدة عالميًا لمحركات القدرة الحصانية ذات الإطار C. وفي عام 1998، استحوذوا على أعمال محركات الضاغط المحلية التابعة لشركة جنرال إلكتريك ، بالإضافة إلى قسم المحركات الكهربائية في شركة مغناطيس . وبحلول نهاية العقد، كانت شركة منتجات المياه قد اشترت حصص شريكها في المشروع المشترك في آسيا، وافتتحت مصنعًا في نانجينغ، الصين .
في العقد الأول من القرن الحادي والعشرين، قامت شركة ايه او سميث بعدد من عمليات الاستحواذ، من خلال الاستحواذ على شركة شركة الصناعات الحكومية. ، وشركتها التابعة APCOM Inc. ، وشركة شركة شنتشن سبيدا الصناعية المحدودة. ، وشركة منتجات أثينا ، وهي موردة للمحركات المحكمة لتطبيقات الضاغط اللولبي ، كما بالإضافة إلى مجموعة تشانغ هنغ في تشانغتشو ، الصين، الشركة المصنعة لمحركات القدرة الحصانية الجزئية لتطبيقات التدفئة والتهوية وتكييف الهواء ، وشركة شركة تايتسانج الخاصة للسيارات المحدودة. ، في سوتشو ، الصين، وشركة واي يو يانغ زي هونغمين شركة الآلات الكهربائية الخاصة المحدودة. ، وشركة لوتشينفار، وهي شركة مصنعة للآلات الكهربائية عالية الجودة. غلايات تكثيف ذات كفاءة للمياه الساخنة وتطبيقات التدفئة المائية ، وفي عام 2006، قامت شركة شركة جي اس دبليو. ، وهي شركة مصنعة لسخانات المياه للسوق الكندية، وشركة الشركة الأمريكية لسخانات المياه ، المورد الحصري لسخانات المياه لشركة Lowe's ، التي تحمل العلامة التجارية هويرلبول . وفي عام 2009، دخلت الشركة صناعة تنقية المياه بمشروع جديد، ايه او شركة سميث (شنغهاي) لمنتجات معالجة المياه المحدودة. في عام 2010، افتتحت ايه او سميث مصنعًا لتصنيع سخانات المياه السكنية بمساحة 76,000 قدم مربع في بنغالورو، الهند ، والذي توسع لاحقًا إلى 297000 قدم مربع مع التوسع لتصنيع منتجات تنقية المياه. تم الاستحواذ على عمليات شركة تاكاجي الصناعية في أمريكا الشمالية في عام 2010. في عام 2011، باعت شركة ايه او سميث أعمالها الخاصة بالمحركات الكهربائية لشركة ريجال بيلويت .

## منتجات
يقع المقر الرئيسي لشركة ايه او سميث شركة منتجات المياه في ميلووكي، ويسكونسن. يعد موقع أشلاند سيتي (تينيسي) موطنًا لأكبر مصنع لسخانات المياه في العالم. تقوم شركة ايه او سميث بتصنيع الأنواع التالية من سخانات المياه للاستخدامات السكنية: سخانات الغاز والبروبان، والهجينة، والكهربائية، ودون خزان، والطاقة الشمسية. تقوم الشركة بتصنيع الأنواع التالية من سخانات المياه للاستخدامات التجارية: التي تعمل بالزيت والغاز والكهرباء، وكذلك الغلايات والخزانات وأنظمة الانزلاق. كما أنها توفر الملحقات التالية: خزانات المضخة، وخزانات التمدد.

## مؤسسة ايه او سميث
مؤسسة ايه او سميث هي منظمة خاصة غير ربحية، تأسست عام 1955، وقد ساهمت بما يقرب من 50 مليون دولار لتأهيل المنظمات الخيرية والتعليمية والعلمية والأدبية والمدنية الموجودة أساسًا في المجتمعات التي تمتلك فيها ايه او سميث  مرافق. ويأتي دعم المؤسسة من أرباح شركة ايه او سميث .

## أنظر أيضا
- قائمة شركات ستاندرد آند بورز 500